# Реформа хангыля в Корейской Народно-Демократической Республике
Реформа хангыля в КНДР — реформа письменности, проведённая в Северной Корее в 1948—1954 годах. К набору букв хангыля было добавлено пять согласных и одна гласная; изменён порядок их следования. Целью было сделать письмо ещё более морфофонемным. Инициатором реформы был влиятельный лингвист Ким Ду Бон.
Причиной введения изменений было желание показать изменения, которые происходят с согласными при спряжении глаголов: новые буквы означали не отдельные звуки, а изменения звуков (п → в). Две буквы были возрождёнными (ㅿ и ㆆ), одна — цифрой (1), а остальные придуманы.
Пример: корень глагола «ходить» — 걷 (кот-); основная форма — 걷다 (кот-та), однако перед гласным звуком последняя согласная буква меняется на «р/ль»: 걸 (коль-) — 걸어 (коро), 걸으니 (корыни). В новой орфографии корень не менялся:  → 다 (котта), 어 (коро).
Пример: глагол «лечить, исцелять»: перед согласным имеет форму 낫 (нас-), как в 낫다 (натта), но перед гласными — форму 나 (на): 나아 (наа). Иногда перед консонантным окончанием вставляется буква «ы»: 나을 (наыль). В новой орфографии корень в любом случае записывается как , а вставной суффикс опускается: 다 (нада) вместо 낫다 (натта), ᄅ (наль) вместо 나을 (наыль), 아 (наа) вместо 나아 (наа).
| Буква | Произношение  | Произношение    |
| Буква | перед гласной | перед согласной |
| ----- | ------------- | --------------- |
|       | /l/           | нет             |
|       | /nn/          | /l/             |
| ㅿ    | /l/           | /t/             |
| ㆆ    | нет           | / ͈/1            |
|       | /w/2          | /p/             |
|       | /j/3          | /i/             |

1. делает следующий согласный напряжённым, как ㅅ;
2. в стандартной орфографии соединяется с гласной буквой аналогично ㅘ, ㅙ, ㅚ, ㅝ, ㅞ, ㅟ;
3. в стандартной орфографии соединяется со следующей гласной буквой как ㅑ, ㅒ, ㅕ, ㅖ, ㅛ, ㅠ.

Названия новых букв были созданы по тому же принципу, что и раньше: звук + иы + звук, кроме того, их также называли 여린리을 (ёринниыль), 된리을 (твинниыль), 반시읏 (пансиыт), 여린히읗 (ёринхиыт), 위읍 (виып) и 여린이 (ёрини).
Кроме того, были введены диграфы ㅭ lʔ и ᇬ ŋk.
Орфография стала более морфемной, к примеру, в слове 놉니다 (см. пример на иллюстрации) показатель вежливости ㅂ отделён в собственный блок.
Аттрибутивная морфема прилагательных ㄴ (н) также помещалась в собственный блок, морфемный ㅎ (х) не выпадал:
하얗다 (хаята; побуквенно: «хаяхта», «быть белым»); 하얗ㄴ (хаян; побуквенно: «хаяхн», белый); стандартная орфография 하얀 (хаян).
좋다 (чода; побуквенно: «чохта», «быть хорошим»), 좋ㄴ (чохын; побуквенно: «чохн»), стандартная орфография 좋은 (чохын).
После репрессирования Ким Ду Бона в 1957 году реформа была свёрнута; в газетах было выпущено несколько обличающих реформу заметок. Людей, хваливших реформу в 1949 году, в частности, друга Ким Ду Бона И Кунъно (Yi Kung No) вынудили её критиковать. В итоге единственным изданием, в котором использовалась новая орфография, стала книга «Грамматика корейского языка» 1949 года.